# Enrique Jiménez
Enrique Jiménez (* 1985 in Granada) ist ein spanischer Altorientalist.

## Ausbildung
2004 erhielt er den spanischen Nationalpreis für Abitur-Absolventen. Von 2003 bis 2008 studierte er an der Universität Complutense Madrid klassische Philologie mit Schwerpunkt Indogermanische Sprachwissenschaft und von 2007 bis 2012 hebräische Philologie. Er schloss beide Studien mit Auszeichnung ab. 2010 erhielt er den Nationalpreis des spanischen Erziehungsministeriums für Exzellenz der akademischen Leistung. 2010 erhielt er das Diplom für sein Anschlussstudium (DEA), welches mit einem Magisterstudium gleichzusetzen ist. Der Titel seiner Magisterarbeit lautete “La imagen de los vientos en la literatura mágica cuneiforme” (“Das Bild der Winde in der keilschriftlichen magischen Literatur”), die mit der Höchstnote Sehr gut mit Auszeichnung bewertet wurde. Von 2008 bis 2013 absolvierte er die Promotion in Religionswissenschaft. Die Doktorarbeit war mit “La imagen del viento en la literatura babilónica” (“Das Bild des Windes in der babylonischen Literatur”) überschrieben und wurde von Barbara Böck (CSIC) betreut. Sie wurde summa cum laude bewertet. 2014 erhielt er dafür den Dissertationspreis der Complutense Universität Madrid. Von 2012 bis 2013 absolvierte er ein Erweiterungsstudium (DAAD) an der Ruprecht-Karls-Universität Heidelberg.

## Karriere
Von 2013 bis 2016 war Jiménez wissenschaftlicher Mitarbeiter am Department of Near Eastern Languages and Civilizations (Yale University) im Rahmen des Projektes „Cuneiform Commentaries Project“. 2015 erhielt er den ersten Preis für den ersten nach der Promotion veröffentlichten Artikel (International Assyriology Association). Von 2017 bis 2018 hatte er einen Postdoktorandenvertrag am Department für Hebräische und Aramäische Philologie (Complutense Universität, Madrid). 2017 erhielt er den Sofja Kovalevskaja-Preis des deutschen Bundesministeriums für Bildung und Forschung (€ 1.650.000) für das Forschungsprojekt „Electronic Babylonian Literature“ (eBL). Dabei werden mit einer digitalen Applikation Textfragmente, wie sie auf tönernen Manuskripten überliefert sind, zusammenführt. So können bisher nur lückenhaft bekannte Texte vervollständigt und damit wieder lesbar gemacht werden. Beispiele sind das Gilgamesch-Epos oder der Gula-Hymnus von Bullussa-rabi.
Seit 2018 lehrt Jiménez als Professor am Institut für Assyriologie und Hethitologie an der LMU München. Seine Forschungsschwerpunkte sind altorientalische Literatur, altorientalische Wissenschaft und akkadische Grammatik.
Im Rahmen des Projekts „Electronic Babylonian Literature“ gelang Jiménez 2025 die Wiederentdeckung eines Hymnus auf Babylon, der um 1.000 vor Christus entstanden ist. Mithilfe der KI-gestützten Plattform wurden 30 weitere Manuskripte identifiziert, die zur wiederentdeckten Hymne gehören. „Es handelt sich um einen faszinierenden Hymnus, der Babylon in seiner größten Blütezeit beschreibt und Einblicke in das Leben seiner Einwohner und auch seiner Einwohnerinnen gibt.“

## Schriften (Auswahl)
- La imagen de los vientos en la literatura babilónica. Madrid 2013.
- The Babylonian Disputation Poems. With Editions of Palm and Vine, the Series of the Poplar, the Series of the Spider, and the Story of the Poor, Forlorn Wren. Leiden 2017, ISBN 978-90-04-33625-4.